# Перемозька сільська рада (Ніжинський район)
Перемо́зька сільська́ ра́да — адміністративно-територіальна одиниця та орган місцевого самоврядування в Ніжинському районі Чернігівської області. Адміністративний центр — село Перемога.

## Загальні відомості
Перемозька сільська рада утворена у 1961 році.
- Територія ради: 46,711 км²
- Населення ради: 1 755 осіб (станом на 2001 рік)

## Населені пункти
Сільській раді підпорядковані населені пункти:
- с. Перемога
- с. Богданівка
- с. Гармащина
- с. Червоний Колодязь
- с. Червоний Шлях

## Склад ради
Рада складається з 16 депутатів та голови.
- Голова ради:
- Секретар ради: Кулинко Микола Григорович

### Керівний склад попередніх скликань
| Прізвище, ім'я, по батькові | Основні відомості                                                               | Дата обрання | Дата звільнення |
| --------------------------- | ------------------------------------------------------------------------------- | ------------ | --------------- |
| Остапець Дмитро Тихонович   | Сільський голова, 1955 року народження, освіта середня спеціальна               | 26.03.2006   | 31.10.2010      |
| Остапець Дмитро Тихонович   | Сільський голова, 1955 року народження, освіта середня спеціальна, безпартійний | 31.10.2010   | 23.12.2014      |

Примітка: таблиця складена за даними сайту Верховної Ради України

### Депутати
За результатами місцевих виборів 2010 року депутатами ради стали:

#### За суб'єктами висування
| Суб'єкт висування           | Кількість обраних депутатів | %    |
| --------------------------- | --------------------------- | ---- |
| Самовисування               | 15                          | 93,8 |
| Комуністична партія України | 1                           | 6,3  |

#### За округами
| № округу                    | Прізвище, ім'я, по батькові   | Дата визнання обраним | Освіта             | Партійна приналежність                | Відомості про обраного депутата                                    |
| --------------------------- | ----------------------------- | --------------------- | ------------------ | ------------------------------------- | ------------------------------------------------------------------ |
| Комуністична партія України |                               |                       |                    |                                       |                                                                    |
| 14                          | Коротенко Євгеній Михайлович  | 02.11.2010            | середня            | член Комуністичної партії України     | тимчасово не працює                                                |
| Самовисування               |                               |                       |                    |                                       |                                                                    |
| 1                           | Ременюк Лідія Олексіївна      | 02.11.2010            | середня            | позапартійна                          | СВК ім. Прядка, бухгалтер                                          |
| 2                           | Дмитерко Микола Григорович    | 02.11.2010            | вища               | позапартійний                         | СВК ім. Прядка, головний агроном                                   |
| 3                           | Остапець Федір Миколайович    | 02.11.2010            | середня            | позапартійний                         | Перемозька загальноосвітня школа I-III ст., водій автобуса         |
| 4                           | Петрик Тетяна Іванівна        | 02.11.2010            | вища               | позапартійна                          | Перемозька с/р, секретар                                           |
| 5                           | Коваль Володимир Миколайович  | 02.11.2010            | середня            | позапартійний                         | Лосинівська райлікарня, фельдшер                                   |
| 6                           | Заболотня Наталія Андріївна   | 02.11.2010            | середня            | позапартійна                          | тимчасово не працює                                                |
| 7                           | Кудінов Олександр Олексійович | 02.11.2010            | вища               | член Політичної партії «Наша Україна» | фермерське господарство «Агріатік», технік-технолог                |
| 8                           | Боровик Володимир Миколайович | 02.11.2010            | середня            | позапартійний                         | СВК ім. Прядка, агроном                                            |
| 9                           | Литовченко Тетяна Анатоліївна | 02.11.2010            | середня            | позапартійна                          | Лосинівська райспоживспілка, продавець                             |
| 10                          | Назаренко Віталій Миколайович | 02.11.2010            | середня            | позапартійний                         | СВК ім. Прядка, шофер                                              |
| 11                          | Орел Валентина Дмитрівна      | 08.11.2010            | середня спеціальна | позапартійна                          | Ніжинське райуправління праці та соц.захисту, соціальний працівник |
| 12                          | Буряк Анатолій Михайлович     | 02.11.2010            | середня            | позапартійний                         | СВК ім. Прядка, заступник голови правління                         |
| 13                          | Кулинко Микола Григорович     | 02.11.2010            | середня            | позапартійний                         | пенсіонер                                                          |
| 15                          | Касаткін Михайло Миколайович  | 02.11.2010            | середня            | член Партії регіонів                  | тимчасово не працює                                                |
| 16                          | Жадько Ганна Миколаївна       | 02.11.2010            | вища               | позапартійна                          | Перемозька загальноосвітня школа I-III ст., вчитель                |